# Музей Низами Гянджеви
Музей Низами Гянджеви — музей, расположенный в Азербайджане, в городе Гянджа. Музей, сданный в эксплуатацию в 2014 году, построен на территории мавзолея Низами. Здесь выставлены экспонаты, отражающие жизнь и творчество Низами Гянджеви.

## Сведения о музее
Музей создан при поддержке Фонда Гейдара Алиева. Строительство началось в конце 2012 года. Музей, построенный возле мавзолея Низами позволяет приезжающим сюда туристам посетить музей и узнать больше о жизни и творчестве поэта. Перед музеем установлен бюст Низами Гянджеви. В музее создан уголок поэта-мыслителя, установлен монитор, отражающий его жизнь и творчество. Ковровые портреты Низами Гянджеви и Мехсети Гянджеви привлекают особое внимание.

### Отделы
В научно-исследовательском отделе созданы все условия для проведения научных исследований. В музее установлен электронный информационный киоск с обширной информацией о жизни и творчестве мыслителя. Здесь представлены книги и монографии, изданные к 800-летию и 840-летию поэта. В музее открыт уголок оригиналов и копий редких рукописей и миниатюр Низами, хранящихся в национальных библиотеках Австрии, России, Германии, Великобритании, Александрийской библиотеке Египта, Страсбургской библиотеке Франции и Метрополитен-музее. Старейшими экспонатами музея являются оригинальные рукописи «Хамсе» и экземпляры Священного Корана, привезенные Международным центром Низами Гянджеви.
В музее имеется конференц-зал, предназначенный для проведения научных мероприятий. Для посетителей музея также созданы зоны отдыха.